# Doctrine McNamara
Pour les articles homonymes, voir McNamara.
 (mai 2017).
Si vous disposez d'ouvrages ou d'articles de référence ou si vous connaissez des sites web de qualité traitant du thème abordé ici, merci de compléter l'article en donnant les références utiles à sa vérifiabilité et en les liant à la section « Notes et références ».
Pour un article plus général, voir Dissuasion nucléaire pendant la guerre froide.

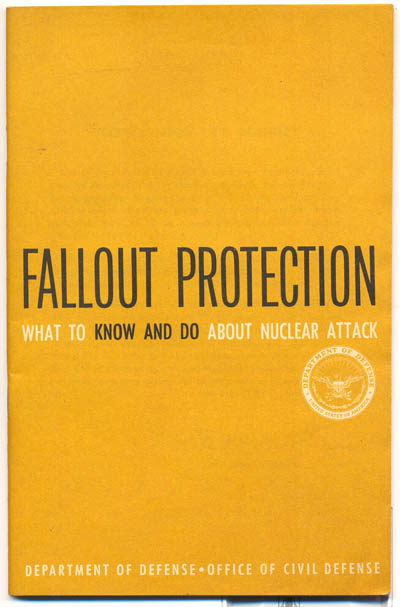
Cette brochure destinée aux civils, explicitant les principes élémentaires de survie aux attaques nucléaires, a été coordonnée par Robert McNamara.

La doctrine McNamara ou doctrine de la riposte graduée est la stratégie de défense choisie par les États-Unis fixant sa doctrine nucléaire. Apparue en 1962, elle définit que l'arme nucléaire américaine pourra être utilisée de manière graduée (avec plus ou moins de puissance) suivant le niveau de menace présent. Cette doctrine permet donc de faire comprendre à l'URSS la détermination des États-Unis à utiliser cette arme si nécessaire, tout en soulignant que son utilisation, graduée, n'engendrerait pas automatiquement une destruction massive des deux superpuissances.

## Contexte

### La stratégie des représailles massives
La première doctrine de dissuasion nucléaire pendant la guerre froide soutenue par les États-Unis était la doctrine Dulles, dite des « représailles massives ». Son principe est qu'en cas d'attaque de l'Union des républiques socialistes soviétiques contre les États-Unis ou leurs alliés, les États-Unis ripostent de toutes leurs forces. La seule invasion de Berlin-Ouest aurait ainsi pu provoquer une attaque nucléaire contre l'URSS.
L'arme nucléaire a alors clairement deux fonctions : dissuasion et destruction.

### Crédibilité de la menace
En 1957, l'URSS lance le premier satellite Spoutnik. Il est alors évident que si les Soviétiques savent envoyer un engin sur orbite, ils peuvent lancer un projectile en un point de la Terre arbitrairement éloigné. De plus, ils disposent de la bombe H.
Dès lors, la doctrine des représailles massives n'est plus crédible, aussi bien aux yeux des ennemis des États-Unis que de ses alliés. Tous estiment qu'en cas d'invasion des troupes du Pacte de Varsovie en Allemagne de l'Ouest, les États-Unis auraient surtout le souci de ne pas mettre en péril leur territoire et leur population, et seraient prêts à lâcher les Européens, en refusant d’utiliser leur arsenal stratégique pour leur venir en aide. La formule alors utilisée par Charles de Gaulle illustre cette évidence : « les Américains ne sacrifieront pas Boston pour les beaux yeux des Hambourgeoises ».
Ainsi, non seulement face à une attaque limitée des Soviétiques, la fonction de destruction n'est pas utilisable (car la riposte est trop désastreuse pour les États-Unis), mais en vertu de ce qui précède, la fonction de dissuasion perd alors toute son efficacité.

### Les crises de Berlin et de Cuba
La mise à jour de la doctrine d'emploi de l'arme nucléaire est déclenchée par deux crises importantes de la guerre froide : la crise de Berlin (1958-1963) ainsi que la crise des missiles de Cuba (1962). 
Ces deux crises ont fait planer l'éventualité d'un affrontement militaire entre les deux superpuissances. Pour le président Kennedy, il eut été impensable d'avoir à choisir entre "humiliation" et "annihilation" en cas d'affrontement avec l'URSS.

## Principes

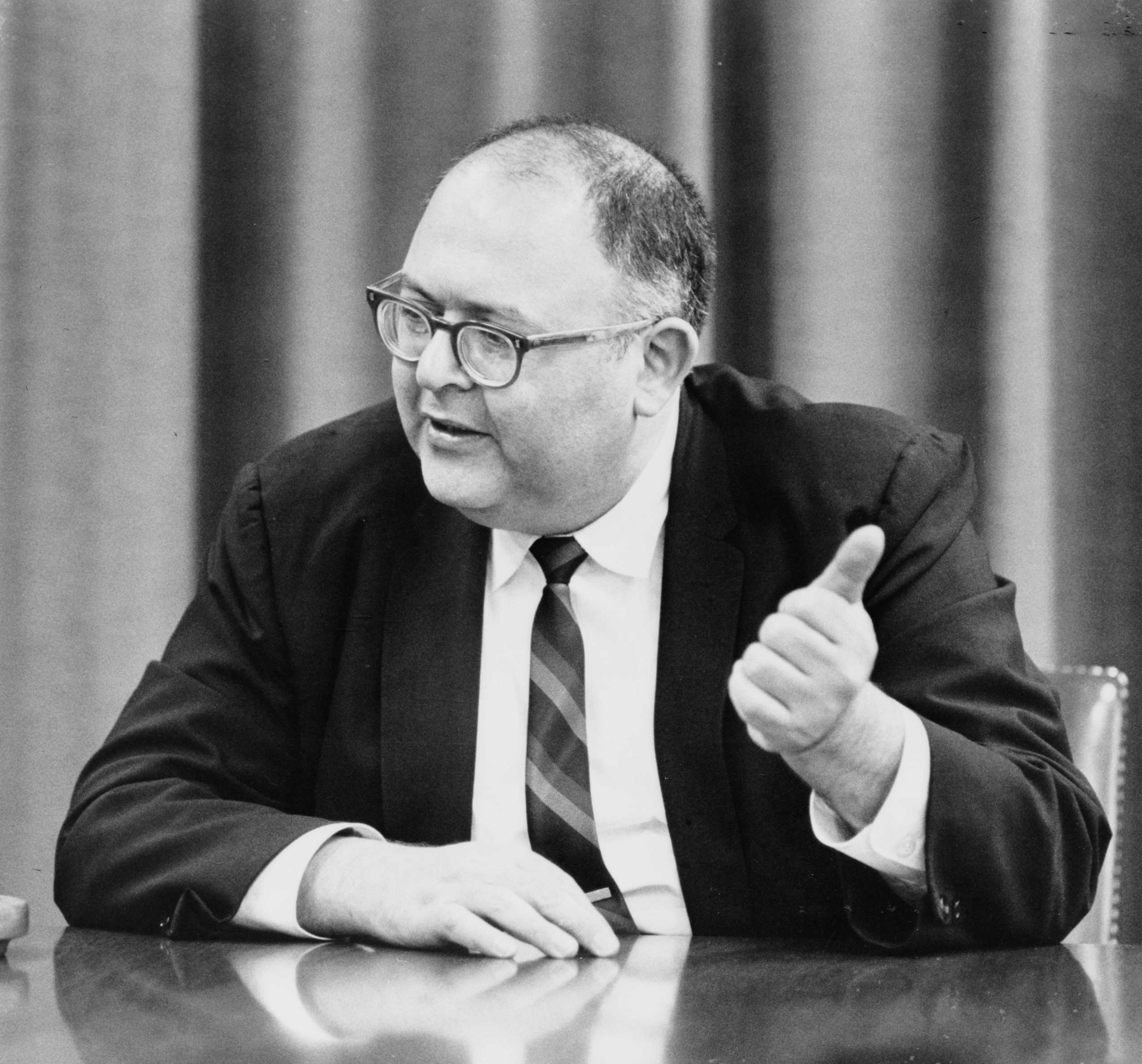
Herman Kahn fut l'un des inspirateurs de la doctrine Mc Namara

À partir de 1961, Robert McNamara, secrétaire à la Défense dans l’administration Kennedy, veut s’écarter de la précédente doctrine Dulles, dite des représailles massives.
Dans le cas où la dissuasion échouerait, pour éviter d'avoir à choisir entre laisser les Soviétiques attaquer l'Europe sans réagir et une destruction massive des deux camps, il cherche un moyen de poursuivre des négociations pour mettre fin au conflit, même après une première utilisation d’armes nucléaires, en adaptant la riposte.
En cas d’attaque limitée des Soviétiques en Europe, la doctrine avait pour but d'éviter le déclenchement d'une apocalypse nucléaire démesurée au regard de l'enjeu, et d'éviter l’utilisation immédiate de tout l’arsenal nucléaire américain, afin de n'employer la bombe contre les villes qu'en dernier recours. 
Pour les Soviétiques, la nouvelle doctrine signifie la détermination des États-Unis à riposter à tout type d'attaque, et utiliser leurs armes nucléaires comme moyens de destruction et non plus comme instrument de dissuasion. De ce fait, la menace est beaucoup plus crédible.
Pour les Européens, la nouvelle doctrine signifie que les États-Unis ne sont pas prêts à subir des dégâts trop graves pour les défendre. Mais comme de toute manière eux-mêmes ne pouvaient croire à cette promesse des États-Unis, l'ancienne doctrine n'assurait plus leur sécurité.

## Conséquences
La nouvelle doctrine était bien plus crédible que la précédente. De plus, elle assurait qu'un conflit impliquant une invasion de territoires de l'un des deux grands ne déboucherait pas automatiquement sur un conflit nucléaire maximum, ce qui était partiellement rassurant.
Paradoxalement, cette doctrine relance la course aux armements. En effet, au lieu de simplement disposer d'une puissance de feu suffisante à la dissuasion, elle exige de disposer des armes adaptées à un conflit de toute ampleur. Cela nécessite de ne pas disposer seulement d'armes nucléaires puissantes, mais aussi d'un important arsenal d'armes nucléaires plus faibles et d'armes classiques. De plus, il faut que l'arsenal nucléaire soit suffisant pour qu'une fraction faible représente l'armement nécessaire à un conflit limité.